# Alicja Rosolska
Alicja Rosolska (Varsovia, Polonia, 1 de diciembre de 1985) es una tenista profesional de Polonia.
Principalmente juega partidos en categoría de dobles dónde ha logrado levantar hasta 9 títulos a nivel WTA y 14 en el circuito ITF. Tiene como mejor ranking el número 24 del mundo logrado en abril de 2019 tras lograr su 9.º título de dobles en Monterrey.
Rosolska ha representado a su país en la Fed Cup de forma habitual en la modalidad de dobles.

## Torneos de Grand Slam

### Dobles mixto

#### Finalista (1)
| Año  | Campeonato        | Pareja        | Oponentes en la final              | Resultado en final |
| 2018 | Abierto de EE.UU. | Nikola Mektić | Bethanie Mattek-Sands Jamie Murray | 6-2, 3-6, [9-11]   |

## Títulos WTA (9; 0+9)

### Dobles (9)
| Leyenda                                        |
| ---------------------------------------------- |
| Grand Slam (0)                                 |
| Juegos Olímpicos (0)                           |
| WTA Finals (0)                                 |
| Tier I, P. Mandatory & Premier 5, WTA 1000 (0) |
| Tier II, Premier, WTA 500 (2)                  |
| Tier III & IV, International, WTA 250 (7)      |

| No. | Fecha                 | Torneo          | Superficie    | Pareja              | Oponentes en la final                  | Resultado        |
| 1.  | 17 de febrero de 2008 | Viña del Mar    | Tierra batida | Līga Dekmeijere     | Mariya Koryttseva Julia Schruff        | 7-5, 6-3         |
| 2.  | 12 de abril de 2009   | Marbella        | Tierra batida | Klaudia Jans        | Anabel Medina Virginia Ruano           | 6-3, 6-3         |
| 3.  | 10 de julio de 2011   | Budapest        | Tierra batida | Anabel Medina       | Natalie Grandin Vladimíra Uhlířová     | 6-2, 6-2         |
| 4.  | 8 de marzo de 2015    | Monterrey       | Dura          | Gabriela Dabrowski  | Anastasia Rodionova Arina Rodionova    | 6-3, 2-6, [10-3] |
| 5.  | 24 de julio de 2016   | Bastad          | Tierra batida | Andreea Mitu        | Lesley Kerkhove Lidziya Marozava       | 6-3, 7-5         |
| 6.  | 5 de febrero de 2017  | San Petersburgo | Dura (i)      | Jeļena Ostapenko    | Darija Jurak Xenia Knoll               | 3-6, 6-2, [10-5] |
| 7.  | 9 de abril de 2017    | Monterrey       | Dura          | Nao Hibino          | Dalila Jakupović Nadiia Kichenok       | 6-2, 7-6(4)      |
| 8.  | 17 de junio de 2018   | Nottingham      | Hierba        | Abigail Spears      | Mihaela Buzărnescu Heather Watson      | 6-3, 7-6(5)      |
| 9.  | 7 de abril de 2019    | Charleston      | Tierra batida | Anna-Lena Grönefeld | Irina Khromacheva Veronika Kudermétova | 7-6(7), 6-2      |

#### Finalista (14)
| No. | Fecha                    | Torneo          | Superficie    | Pareja         | Oponentes en la final                         | Resultado              |
| 1.  | 9 de agosto de 2004      | Sopot           | Tierra batida | Klaudia Jans   | Nuria Llagostera Marta Marrero                | 4-6, 3-6               |
| 2.  | 25 de abril de 2005      | Varsovia        | Tierra batida | Klaudia Jans   | Tatiana Perebiynis Barbora Záhlavová-Strýcová | 1-6, 4-6               |
| 3.  | 18 de julio de 2005      | Palermo         | Tierra batida | Klaudia Jans   | Giulia Casoni Mariya Koryttseva               | 6-4, 3-6, 5-7          |
| 4.  | 18 de octubre de 2009    | Linz            | Dura          | Klaudia Jans   | Anna-Lena Groenefeld Katarina Srebotnik       | 1-6, 4-6               |
| 5.  | 8 de enero de 2011       | Brisbane        | Dura          | Klaudia Jans   | Alisa Kleybanova Anastasiya Pavliuchenkova    | 3-6, 5-7               |
| 6.  | 21 de mayo de 2011       | Bruselas        | Tierra batida | Klaudia Jans   | Andrea Hlavackova Galina Voskoboeva           | 6-3, 0-6, [5-10]       |
| 7.  | 26 de mayo de 2012       | Bruselas        | Tierra batida | Jie Zheng      | Bethanie Mattek Sania Mirza                   | 3-6, 2-6               |
| 8.  | 16 de septiembre de 2012 | Quebec          | Dura (i)      | Heather Watson | Tatjana Malek Kristina Mladenovic             | 6-7(5), 7-6(8), [7-10] |
| 9.  | 6 de agosto de 2017      | Stanford        | Dura          | Alizé Cornet   | Abigail Spears Coco Vandeweghe                | 2-6, 3-6               |
| 10. | 12 de enero de 2019      | Sídney          | Dura          | Eri Hozumi     | Aleksandra Krunić Kateřina Siniaková          | 1-6, 6-7(3)            |
| 11. | 13 de febrero de 2022    | San Petersburgo | Dura (i)      | Erin Routliffe | Anna Kalinskaya Caty McNally                  | 3-6, 7-6(5), [4-10]    |
| 12. | 25 de junio de 2022      | Bad Homburg     | Hierba        | Erin Routliffe | Eri Hozumi Makoto Ninomiya                    | 4-6, 7-6(5), [5-10]    |
| 13. | 31 de julio de 2022      | Varsovia        | Tierra batida | Katarzyna Kawa | Anna Danilina Anna-Lena Friedsam              | 4-6, 7-5, [5-10]       |
| 14. | 9 de octubre de 2022     | Ostrava         | Dura (i)      | Erin Routliffe | Caty McNally Alycia Parks                     | 3-6, 2-6               |

## Clasificación en torneos del Grand Slam

### Dobles
| Torneos                   | 2007 | 2008 | 2009 | 2010 | 2011 | 2012 | 2013 | 2014 | 2015 | 2016 | G–P   |
| ------------------------- | ---- | ---- | ---- | ---- | ---- | ---- | ---- | ---- | ---- | ---- | ----- |
| Grand Slam                |      |      |      |      |      |      |      |      |      |      |       |
| Abierto de Australia      | 2R   | 1R   | 2R   | 2R   | 1R   | 3R   | 1R   | 2R   | 3R   | 1R   | 8–10  |
| Roland Garros             | 2R   | 2R   | 2R   | 1R   | 1R   | 1R   | 3R   | 2R   | 1R   | 1R   | 6–10  |
| Wimbledon                 | 1R   | 2R   | 2R   | 2R   | 2R   | 2R   | 1R   | 1R   | 1R   | 1R   | 5–10  |
| Abierto de Estados Unidos | 2R   | 3R   | 2R   | 1R   | 1R   | 2R   | 1R   | 3R   | 1R   | 2R   | 8–10  |
| G–P                       | 3–4  | 4–4  | 4–4  | 2–4  | 1–4  | 4–4  | 2–4  | 4-4  | 2-4  | 1-4  | 25–39 |